# Joaquín Bañón y Algarra
Joaquín Bañón y Algarra (Caudete, 1836-Madrid, 1914) fue un político español.

## Biografía
Nació en la localidad albacetense de Caudete el 2 de febrero de 1836. Estudió en Valencia, en cuya universidad estudió la carrera del notariado. De ideas liberales, fue miembro del partido progresista. En 1857 se estableció en Valencia, donde se dedicó al comercio y los negocios. Tras participar en una serie de actividades revolucionarias fallidas en Valencia en mayo de 1865, en 1867, cansado de la persecución política en el Levante, se instaló en Madrid, donde escribió en periódicos progresistas. Tras la revolución de 1868, fue elegido diputado por la provincia de Castellón en las Cortes Constituyentes de 1869. Bañón, que llegó a ser director general de Beneficencia y Sanidad, falleció en Madrid en junio de 1914.